# Xyris trachyphylla
Xyris trachyphylla är en gräsväxtart som beskrevs av Carl Friedrich Philipp von Martius. Xyris trachyphylla ingår i släktet Xyris och familjen Xyridaceae. Inga underarter finns listade i Catalogue of Life.